# Stanley Peak
Der Stanley Peak ist ein 1263 m hoher Berg auf Südgeorgien. Im Zentrum der Wilckenskette ragt er am Kopfende des Fortuna-Gletschers auf.
Das UK Antarctic Place-Names Committee benannte ihn 1982 nach Lieutenant Commander Ian Stanley (* 1946) von der Royal Navy, der als Hubschrauberpilot des Zerstörers Antrim am 21. April 1982 im Zuge des Falklandkrieges die Rettung der Mannschaften zweier auf dem Fortuna-Gletscher abgestürzter Hubschrauber durchgeführt hatte.